# Бор (Слободской район)
Бор — опустевший починок в Слободском районе Кировской области в составе Ильинского сельского поселения.

## География
Находится на левом берегу реки Белая Холуница на расстоянии примерно 14 км по прямой на восток-северо-восток от районного центра города Слободской.

## История
Известен с 1978 года. В 1989 году учтено было 4 жителя. С 1998 починок. 

## Население
Постоянное население не было учтено как в 2002 году, так и в 2010.